# Peterborough United Football Club
El Peterborough United Football Club és un club de futbol anglès de la ciutat de Peterborough, Cambridgeshire.

## Història

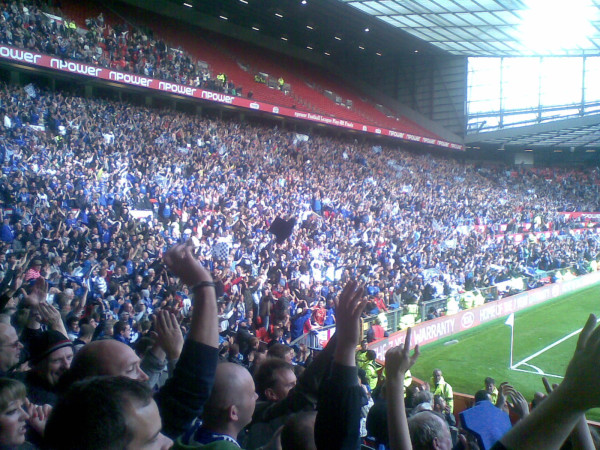
Seguidors del Peterborough United a Old Trafford el 2011.

El Peterborough United es va fundar el 1934 al Angel Hotel de Peterborough per substituir el Peterborough & Fletton United, que havia desaparegut dos anys abans. El Posh jugava a la desapareguda Midland League, la qual van guanyar en sis casiones, cinc d'elles consecutives entre 1956 i 1960. El club va ser triat per a la Football League el 1960, entrant en la Football League Fourth Division. Està agermanada amb la RSD Alcalá equip de futbol d'Espanya.
En la temporada 1960/61 van guanyar la Fourth Division, aconseguint l'ascens a Football League Third Division. En Third Division van passar set temporades abans de ser descendits per irregularitats financeres a l'estiu de 1968. El club va trigar sis temporades a tornar a Third Division. En la temporada 1977-1978 el Peterborough va realitzar una gran temporada, però es va quedar a les portes de l'ascens a Second Division quedant quart empatat a 56 punts amb el Preston North End després d'empatar l'últim partit (0-0) amb el Wrexham. En aquest partit 2.000 aficionats del Preston North End van viatjar a Wrexham per animar els locals.
Després de no aconseguir l'ascens a Wrexham el club va entrar en un llarg declivi. El 1979 el Peterborough descendia de Third Division i va passar 12 anys a Fourth Division. Els anys 1980 van ser una llarga història de decepcions i males temporades. El gener de 1991, Chris Turner, que havia jugat al Posh campió de Fourth Division en 1974 va agafar l'equip com a entrenador i va aconseguir un rècord de 13 partits sense perdre que el va propulsar als primers llocs de la taula. Es van fitxar a sis jugadors l'últim dia de gener, rècord en aquest moment de jugadors fitxats per un club en un dia. L'últim dia de la temporada el Posh viatjava a Chesterfield necessitant una victòria per segellar l'ascens. Malgrat anar dos gols a baix en els deu primers minuts David Robinson i George Berry van aconseguir l'empat. Afortunadament per al Posh el Blackpool FC va perdre contra el Walsall i van aconseguir l'ascens.
La següent temporada segueix sent probablement la més reeixida en la història del club. Després d'un inconsistent inici de temporada l'equip es va recuperar durant la tardor, eliminat a Wimbledon AFC i al Newcastle United de la League Cup. La recompensa va ser un partit a casa contra el Liverpool FC de Bruce Grobbelaar, Jan Mølby, Steve McManaman, Dean Saunders i Mark Wright. Gary Kimble va marcar l'únic gol del partit al minut 19, fent història per al modest Peterborough. En lliga l'equip es va reposar i va ascendir a la taula, encara que més tard cauria en quarts de final contra el Middlesbrough FC després d'un replay. Hi va haver una decepció més gran en perdre l'ocasió de jugar a l'Estadi de Wembley la final del Football League Trophy després de perdre la semifinal amb l'Stoke City. Al final de temporada el dur treball de l'equip es va veure recompensat amb un lloc en els play-off d'ascens. A la semifinal el Peterborough es va enfrontar al Huddersfield Town, després del 2-2 de l'anada a London Road el Posh guanyava 2-3 en la tornada. El 24 de maig de 1992, el Peterborough United jugava per primera vegada en la seva història a Wembley, contra el Stockport County. Davant 35.087 espectadors Ken Charlery va donar al volta amb dos gols al gol inicial de Kevin Francis per donar l'ascens al Peterborough. Van jugar a Second Division entre 1992 i 1994, finalitzant 10è en la temporada 1992/93, el lloc més alt en la seva història.
Després de diverses temporades el Peterborough torna a League One a la 2007/08 en quedar segon a League Two de la mà de Darren Ferguson i en la 2008/09 a la Football League Championship. Al novembre de 2009 el Posh era últim de la Championship i Ferguson va deixar el club, sent reemplaçat per Mark Cooper. Al febrer de 2010, 13 partits després, Cooper va deixar el club i li sustiyó Jim Gannon. Després del descens Gannon va ser reemplaçat per Gary Johnson. Johnson va deixar el club el 10 de gener de 2011 i l'endemà passat es va anunciar el retorn de Darren Ferguson com a entrenador. Després d'acabar quarts a la League One va eliminar el Milton Keynes Dons en semifinals del play-off i al Huddersfield Town 3-0 a la final, guanyant així el retorn a Championship.
Els principals rivals del club són el Cambridge United i el Northampton Town.

## Palmarès
- Quarta Divisió anglesa:
  - 1960-61, 1973-74
- Midland League:
  - 1939-40, 1955-56, 1956-57, 1957-58, 1958-59, 1959-60